# Jardin botanique tropical de Lisbonne
Ne doit pas être confondu avec Jardin botanique de Lisbonne.
Le jardin botanique tropical (portugais : Jardim Botânico Tropical), également connu sous le nom de jardin de l'Outre-mer (portugais : Jardim do Ultramar), est un jardin botanique situé à Belém, dans la ville de Lisbonne. Spécialisé dans la flore tropicale et subtropicale, il comprend au total plus de 700 espèces de plantes originaires des divers continents.

## Histoire
Le jardin est créé le 25 janvier 1906, par décret royal de Charles 1er.

## Description
Les installations du jardin occupent une superficie totale de 7 hectares (le jardin botanique proprement dit couvrant environ 5 hectares). Elle comprennent, outre le jardin, plusieurs serres et bâtiments et diverses installations de soutien (administration, direction, bureaux de travail et entrepôt de matériaux), ainsi qu'une xylothèque et une bibliothèque.
Dans le jardin, l'accent est mis sur des espèces rares d'arbres et de plantes tropicales et subtropicales, dont beaucoup sont en danger d'extinction. Parmi les plus curieuses se trouvent les dragonniers, originaires des Canaries et de Madère, les araucarias et une belle allée de palmiers du genre Washingtonia.
Une population d'oiseaux, notamment des canards, des oies, des poules et des paons, fait partie du patrimoine du jardin depuis plusieurs décennies. C'est une attraction qui permet d'attirer les touristes.
En janvier 2019, le jardin ferme en raison d'importants travaux de réhabilitation. Il rouvre au public le 25 janvier 2020.

## Jardin oriental

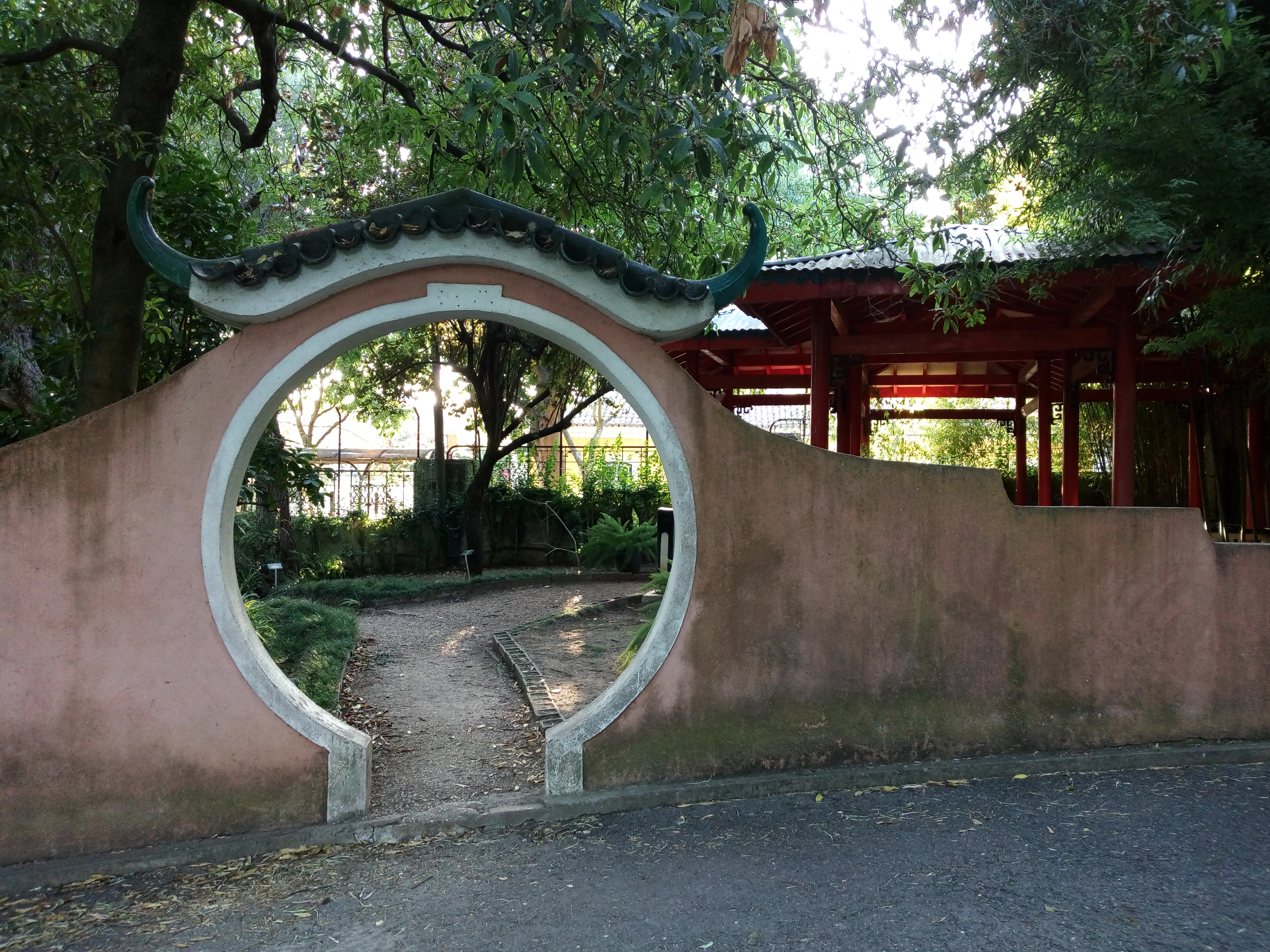
Porta da Lua et pavillon chinois dans le jardin oriental.

Séparé du reste du jardin par des bambous, cet espace, construit lorsque le jardin abritait la section coloniale de l'Exposition du monde portugais (1940), évoque l'Orient à travers la flore des anciennes colonies asiatiques. Il y a aussi un pavillon chinois, à côté de la Porta da Lua, des lacs, des ponts, des hibiscus, et une arche (de Macao) qui, lors de l'Exposition du monde portugais, marquait l'entrée d'une rue où le commerce traditionnel de Macao était reproduit.

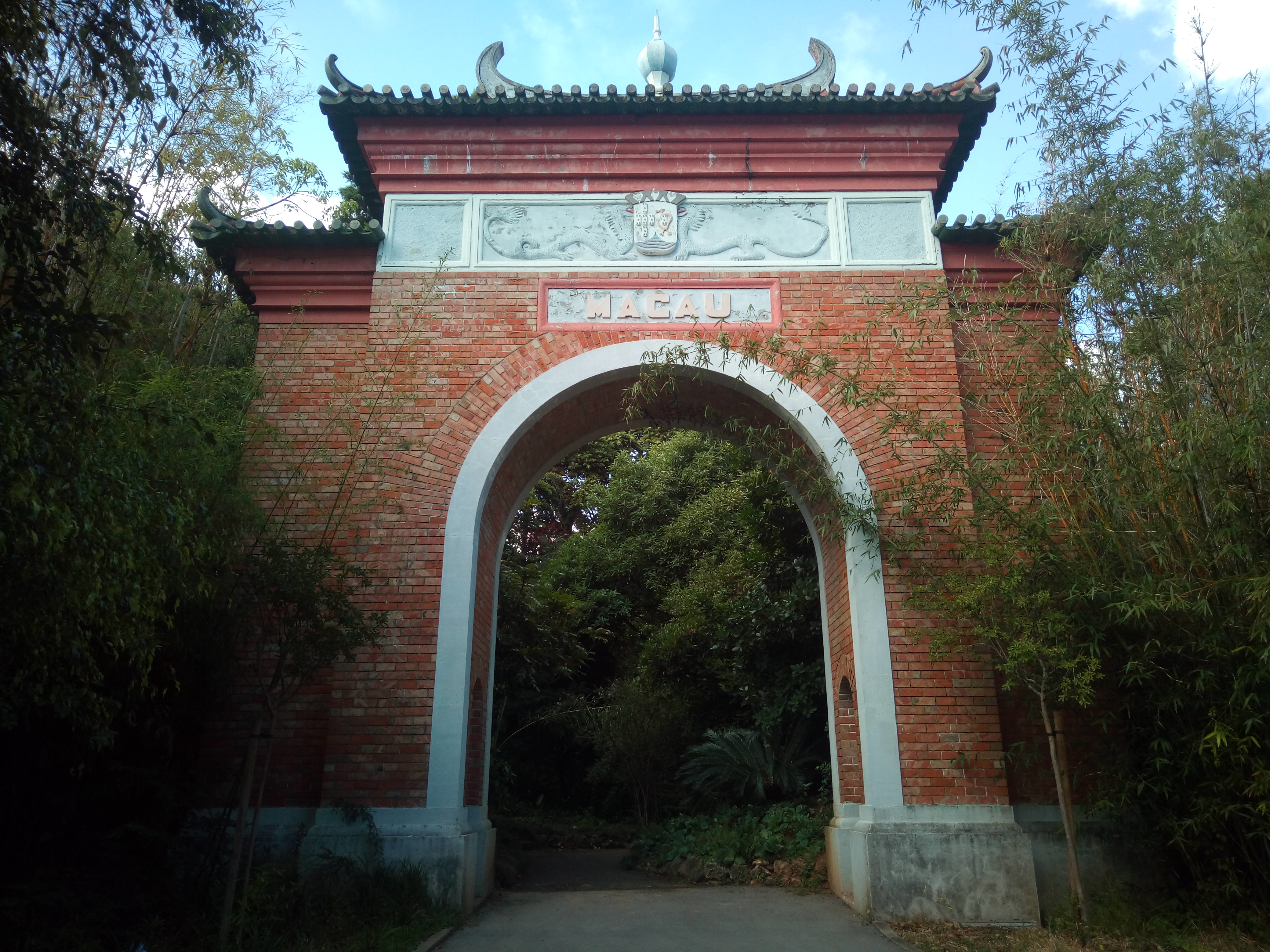
Porte de Macao
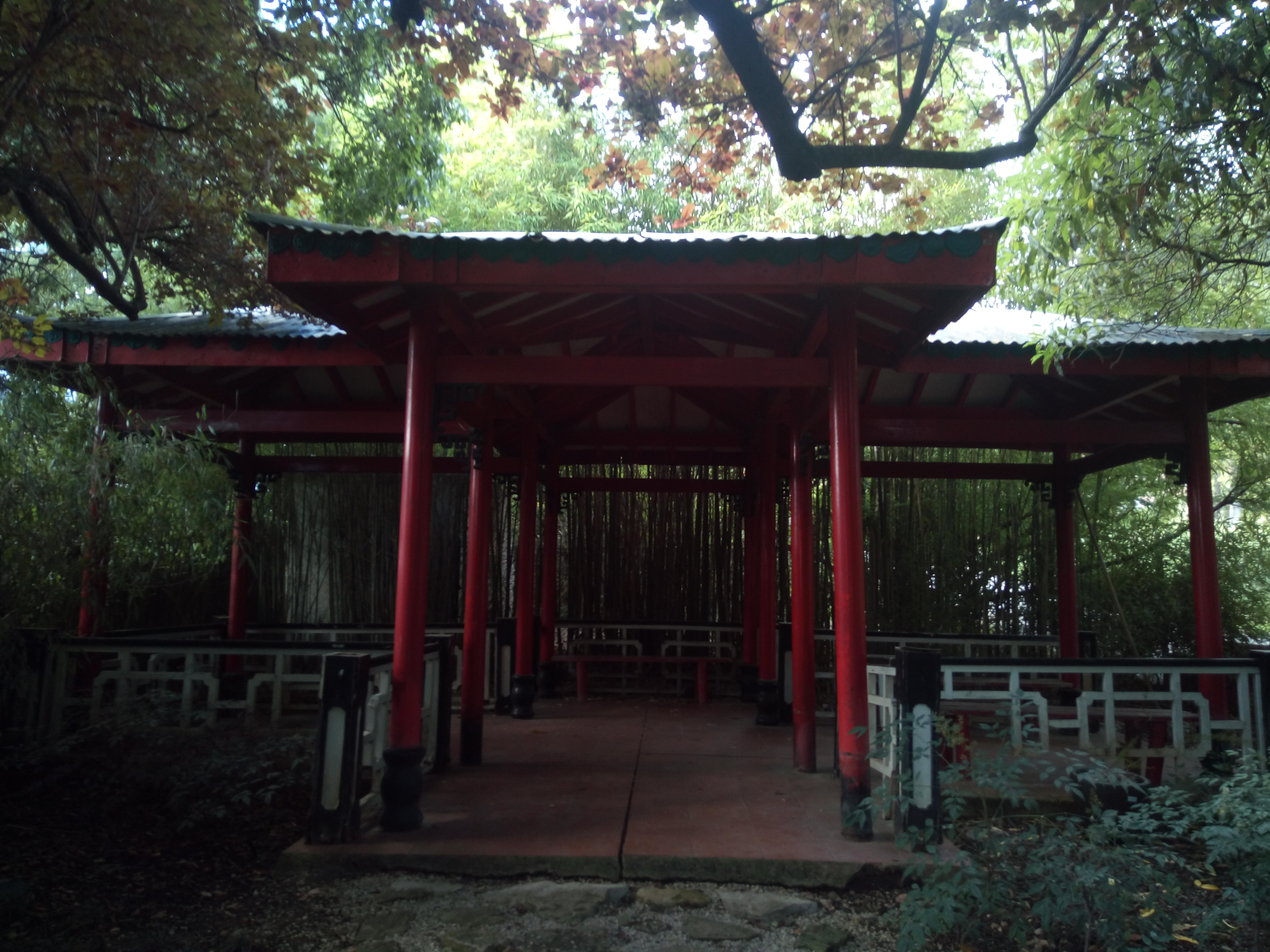
Pavillon chinois